# Tour Saint-Gobain
De Tour Saint-Gobain, voorheen Tour M2, is een kantoorgebouw en wolkenkrabber in Courbevoie, La Défense, het zakendistrict van de agglomeratie Parijs.
Het herbergt het hoofdkantoor van het Franse bedrijf Saint-Gobain. Het meet 177,95 meter boven de grond.
De eerste steen werd op 19 april 2017 gelegd door Pierre-André de Chalendar, voorzitter en CEO van Saint-Gobain, Gabriele Galateri di Genola, voorzitter van Generali, en Xavier Huillard, voorzitter en CEO van Vinci.